# Serra dos Órgãos (bergskedja i Brasilien)
Serra dos Órgãos är en bergskedja i Brasilien.   Den ligger i kommunen Teresópolis och delstaten Rio de Janeiro, i den sydöstra delen av landet, 900 km sydost om huvudstaden Brasília.
I omgivningarna runt Serra dos Órgãos växer i huvudsak städsegrön lövskog. Runt Serra dos Órgãos är det ganska glesbefolkat, med 36 invånare per kvadratkilometer.